# Вільнянська міська рада
Вільня́нська міська́ ра́да — орган місцевого самоврядування Вільнянської міської громади в Запорізькому районі Запорізької області.

## Загальні відомості
Вільнянська міська рада утворена в 1966 році.
- Територія ради: 42 км²
- Населення ради: 16 496 осіб (станом на 2001 рік)

## Населені пункти
Міській раді підпорядковані населені пункти:
- м. Вільнянськ
- с. Смородине

## Склад ради
Рада складається з 26 депутатів (1 місце вакантне) та голови.
- Голова ради: Мусієнко Наталя Олександрівна
- Секретар ради: Шраменко Світлана Іванівна

### Керівний склад попередніх скликань
| Прізвище, ім'я, по батькові   | Основні відомості                                                                           | Дата обрання | Дата звільнення |
| ----------------------------- | ------------------------------------------------------------------------------------------- | ------------ | --------------- |
| Стефаненко Валерій Михайлович | Міський голова, 1952 року народження, член Соціал-демократичної партії України (об'єднаної) | 26.03.2006   | 31.10.2010      |
| Мусієнко Наталя Олександрівна | Міський голова, 1964 року народження, освіта вища                                           | 31.10.2010   | 25.10.2015      |
| Мусієнко Наталя Олександрівна | Міський голова, 1964 року народження, освіта вища, позапартійна                             | 25.10.2015   |                 |

Примітка: таблиця складена за даними сайту Верховної Ради України

### Депутати
За результатами місцевих виборів 2015 року депутатами ради стали:

#### За суб'єктами висування
| Суб'єкт висування                                       | Кількість обраних депутатів | %     |
| ------------------------------------------------------- | --------------------------- | ----- |
| Опозиційний блок                                        | 8                           | 30.77 |
| БПП «Солідарність»                                      | 6                           | 23.08 |
| Наш край                                                | 4                           | 15.38 |
| Політична партія «Сильна Україна»                       | 2                           | 7.69  |
| Політична партія Всеукраїнське об'єднання «Батьківщина» | 2                           | 7.69  |
| Радикальна партія Олега Ляшка                           | 2                           | 7.69  |
| «УКРОП»                                                 | 1                           | 3.85  |

#### За округами
| № округу                                                | Прізвище, ім'я, по батькові       | Дата визнання обраним | Освіта  | Партійна приналежність                        | Відомості про обраного депутата                                                                                          |
| ------------------------------------------------------- | --------------------------------- | --------------------- | ------- | --------------------------------------------- | --- |
| Комуністична партія України                             |                                   |                       |         |                                               | |
| б/м                                                     | Береснев Олександр Анатолійович   | 04.11.2010            | середня | член Комуністичної партії України             | центральна районна лікарня, фельшер                                                                                      |
| б/м                                                     | Бут Олександр Олександрович       | 04.11.2010            | середня | член Комуністичної партії України             | тимчасово не працює |
| б/м                                                     | Максименко Валентина Кирилівна    | 04.11.2010            | середня | член Комуністичної партії України             | пенсіонер |
| 3                                                       | Бондарь Надія Максимівна          | 04.11.2010            | вища    | позапартійна                                  | Вільнянська міська рада, секретар                                                                                        |
| Партія регіонів                                         |                                   |                       |         |                                               | |
| б/м                                                     | Хмара Ольга Володимирівна         | 04.11.2010            | вища    | член Партії регіонів                          | Вільнянська районна комунальна лікарня, заступник головного лікаря                                                       |
| б/м                                                     | Котельникова Світлана Іванівна    | 04.11.2010            | вища    | член Партії регіонів                          | Вільнянська дільниця водовідведення, начальник                                                                           |
| б/м                                                     | Ігнатьєв Григорій Митрофанович    | 04.11.2010            | вища    | член Партії регіонів                          | Запорізька філія відкритого акціонерного товариства "Укртелеком"цех № 5, електромонтер                                   |
| б/м                                                     | Паронова Любов Антонівна          | 04.11.2010            | вища    | член Партії регіонів                          | ТОВ "НПП РІСТ-ХОЛДІНГ ", віце-Президент Асоціації                                                                        |
| б/м                                                     | Бєляніна Людмила Михайлівна       | 04.11.2010            | вища    | член Партії регіонів                          | приватний підприємець |
| б/м                                                     | Пархоменко Сергій Петрович        | 04.11.2010            | вища    | член Партії регіонів                          | асфальтно-бетонний завод, директор                                                                                       |
| б/м                                                     | Баришніков Сергій Вікторович      | 15.02.2011            | вища    | член Партії регіонів                          | районна споживспілка, голова                                                                                             |
| 1                                                       | Добрянська Любов Федорівна        | 04.11.2010            | вища    | член Партії регіонів                          | пенсіонер |
| 2                                                       | Вовк Василь Михайлович            | 04.11.2010            | вища    | член Партії регіонів                          | Державне підприємство Аеропорт, охоронець                                                                                |
| 4                                                       | Величко Людмила Анатоліївна       | 04.11.2010            | вища    | член Партії регіонів                          | Вільнянський центр зайнятості, директор                                                                                  |
| 5                                                       | Бойко Валентина Іванівна          | 04.11.2010            | вища    | член Партії регіонів                          | пенсіонер |
| 6                                                       | Сидоренко Людмила Іванівна        | 04.11.2010            | вища    | член Партії регіонів                          | приватний підприємець |
| 8                                                       | Воловоденко Валерій Володимирович | 04.11.2010            | вища    | член Партії регіонів                          | Редакція газети, кореспондент                                                                                            |
| 9                                                       | Мещерін Юрій Павлович             | 04.11.2010            | вища    | член Партії регіонів                          | Вільнянське управління статистики, начальник                                                                             |
| 10                                                      | Дяченко Інна Іванівна             | 04.11.2010            | вища    | член Партії регіонів                          | Міська рада, архітектор                                                                                                  |
| 11                                                      | Сілюков Вадим Володимирович       | 04.11.2010            | вища    | член Партії регіонів                          | підприємець |
| 12                                                      | Шраменко Світлана Іванівна        | 04.11.2010            | вища    | член Партії регіонів                          | Вільнянська Міська рада, завідуючазагальним відділом                                                                     |
| 13                                                      | Даценко Наталія Федорівна         | 04.11.2010            | вища    | член Партії регіонів                          | Арендно- виробниче управління житлово-комунального господарства, головний інженер                                        |
| 15                                                      | Циганков Валерій Вікторович       | 04.11.2010            | вища    | член Партії регіонів                          | приватний підприємець |
| Політична партія Всеукраїнське об'єднання «Батьківщина» |                                   |                       |         |                                               | |
| б/м                                                     | Павленко Євген Павлович           | 04.11.2010            | вища    | член Всеукраїнського об'єднання «Батьківщина» | ТОВ «Айс», юрисконсульт                                                                                                  |
| б/м                                                     | Костюк Максим Олександрович       | 04.11.2010            | вища    | член Всеукраїнського об'єднання «Батьківщина» | страхова компанія «Провідна», директор                                                                                   |
| Політична партія «Сильна Україна»                       |                                   |                       |         |                                               | |
| б/м                                                     | Бумажний Валерій Анатолійович     | 04.11.2010            | середня | член Політичної партії «Сильна Україна»       | приватний підприємець |
| б/м                                                     | Яблуновський Юрій Георгійович     | 04.11.2010            | вища    | член Політичної партії «Сильна Україна»       | ТОВ «Вільнянський хлібокомбінат», головний інженер                                                                       |
| б/м                                                     | Малиш Валентина Ананіївна         | 04.11.2010            | вища    | член Політичної партії «Сильна Україна»       | Вільнянська загальноосвітня школа І-ІІІ ступ.№ 1, директор                                                               |
| 7                                                       | Божко Сергій Андрійович           | 04.11.2010            | вища    | член Політичної партії «Сильна Україна»       | Вільнянське районне управління юстиції, начальник                                                                        |
| 14                                                      | Кравченко Тетяна Жоржівна         | 04.11.2010            | вища    | член Політичної партії «Сильна Україна»       | Вільнянське управління Пенсійного фонду України, заступник начальника управління, начальник відділу з призначення пенсій |